# Pulmonaria dacica
Pulmonaria dacica är en strävbladig växtart som först beskrevs av Simonkai, och fick sitt nu gällande namn av Simonkai. Pulmonaria dacica ingår i släktet lungörter, och familjen strävbladiga växter. Inga underarter finns listade i Catalogue of Life.